# کانیاشیر
کانیاشیر (به ارمنی: Կանիաշիր) از روستاهای ارمنستان است که در استان آراگاتسوتن واقع شده‌است.  در  کیلومتری شمال آشتاراک، مرکز استان آراگاتسوتن واقع شده است.
 کانیاشیر ۳۴۵ نفر جمعیت دارد که بیشتر آن‌ها از کردهای ایزدی هستند. نام‌های پیشین این روستا کوچک جنگی و سنگیار بود.اکثر کردهای این منطقه با زبان کرمانجی تکلم می‌کنند.لتلزیزلیات